# Kamienica „Apartment House” w Warszawie
Kamienica „Apartment House” – modernistyczna kamienica znajdująca się w Warszawie przy ulicy Nowowiejskiej 4.

## Historia
Budynek wraz z oficynami został zaprojektowany przez Juliusza Żórawskiego. Była to kamienica wzniesiona w stylu modernistycznym. Charakteryzowały ją szerokie okna oraz zaokrąglone balkony. Na tyłach budynku wzniesiono oficyny, również utrzymane w stylu modernistycznym i posiadające zaokrąglone balkony.
Podczas działań wojennych II wojny światowej budynek został uszkodzony. Po 1945 fasada została całkowicie przebudowana. Z 4 pięter zrobiono 5 (zlikwidowano wysokie piętra), wstawiono prostokątne okna z "kukułkami", zlikwidowano wykusz z balkonami. Obecnie budynek frontowy w niczym nie przypomina tego przedwojennego. Oficyny kamienicy zachowały swój dawny wygląd.